# Þrjótrunn
El Þrjótrunn es una lengua artificial construida por Henrik Theiling siendo una lengua construida a posteriori como el brithenig (evolución del latín con influencia de lenguas celtas-P, especialmente el galés) o el wenedyk (evolución del latín si hubiera sufrido los cambios fonéticos del polaco). Se trata de la evolución del latín en Islandia si los romanos hubieran llegado hasta allí y el latín hubiera sido influenciado por el nórdico antiguo y hubiera sufrido los cambios fonéticos que el islandés sufrió. Se trata de una lengua del grupo romance septrentrional, romance nórdico o norromance.

## Lista de palabras
A continuación se expone una comparación del léxico del Þrjótrunn, islandés, latín y otras lenguas romances más habladas además del Brithenig.
| Islandés   | Latín           | Portugués | Español      | Francés | Italiano | Retorromanche     | Rumano        | Brithenig          | Þrjótrunn |
| ---------- | --------------- | --------- | ------------ | ------- | -------- | ----------------- | ------------- | ------------------ | --------- |
| handleggur | brachium        | braço     | brazo        | bras    | braccio  | bratsch           | braţ          | breich             | brek      |
| svartur    | nĭger           | negro     | negro        | noir    | nero     | nair              | negru         | nîr                | nigur     |
| borg       | cīvĭtas         | cidade    | ciudad       | cité    | città    | citad             | oraş          | ciwdad             | kýtar     |
| dauði      | mŏrs            | morte     | muerte       | mort    | morte    | mort              | moarte        | morth              | mörtur    |
| hundur     | canis           | cão       | perro, can   | chien   | cane     | chaun             | cîine         | can                | kenn      |
| eyra       | auris           | orelha    | oreja        | oreille | orecchio | ureglia           | ureche        | origl              | eyrk      |
| egg        | ovum            | ovo       | huevo        | œuf     | uovo     | ov                | ou            | ew                 | úm        |
| auga       | ŏcŭlus          | olho      | ojo          | œil     | occhio   | egl               | ochi          | ogl                | okl       |
| faðir      | pater           | pai       | padre        | père    | padre    | bab               | tată          | padr               | patir     |
| eldur      | ignis, fŏcus    | fogo      | fuego        | feu     | fuoco    | fieu              | foc           | ffog               | þokur     |
| fiskur     | pĭscis          | peixe     | pez, pescado | poisson | pesce    | pesch             | peşte         | pisc               | piskur    |
| fótur      | pĕs             | pé        | pie          | pied    | piede    | pe                | picior        | pedd               | piður     |
| vinur      | amīcus          | amigo     | amigo        | ami     | amico    | ami               | prieten, amic | efig               | enkur     |
| grænn      | vĭrĭdis         | verde     | verde        | vert    | verde    | verd              | verde         | gwirdd             | yrður     |
| hestur     | ĕquus, cabăllus | cavalo    | caballo      | cheval  | cavallo  | chaval            | cal           | cafall             | köfull    |
| ég         | ĕgo             | eu        | yo           | je      | io       | jau               | eu            | eo                 | já        |
| eyja       | īnsŭla          | ilha      | isla         | île     | isola    | insla             | insulă        | ysl                | ísul      |
| tungumál   | lĭngua          | língua    | lengua       | langue  | lingua   | linguatg, lieunga | limbă         | llinghedig, llingw | lyng      |
| líf        | vīta            | vida      | vida         | vie     | vita     | vita              | viaţă         | gwid               | vétt      |
| mjólk      | lac             | leite     | leche        | lait    | latte    | latg              | lapte         | llaeth             | láttur    |
| nafn       | nōmen           | nome      | nombre       | nom     | nome     | num               | nume          | nôn                | næminn    |
| nótt       | nŏx             | noite     | noche        | nuit    | notte    | notg              | noapte        | noeth              | nótt      |
| gamall     | vĕtus           | velho     | viejo        | vieux   | vecchio  | vegl              | vechi         | gwegl              | æklur     |
| skóla      | schŏla          | escola    | escuela      | école   | scuola   | scola             | şcoală        | yscol              | skol      |
| himinn     | caelum          | céu       | cielo        | ciel    | cielo    | tschiel           | cer           | cel                | kjöl      |
| stjarna    | stēlla          | estrela   | estrella     | étoile  | stella   | staila            | stea          | ystuil             | stéll     |
| tönn       | dĕns            | dente     | diente       | dent    | dente    | dent              | dinte         | dent               | dittur    |
| rödd       | vōx             | voz       | voz          | voix    | voce     | vusch             | voce          | gwg                | ósk       |
| vatn       | aqua            | água      | agua         | eau     | acqua    | aua               | apă           | ag                 | ök        |
| vindur     | vĕntus          | vento     | viento       | vent    | vento    | vent              | vînt          | gwent              | öttur     |

## Ejemplo de texto
Padre nuestro versión ceremonial:

Patir nostir, tú tög er í kjal,

Settiþikist tú næminn.

Vin tú rægn.

sjá þátt tvo oltir, kæsig í tjarr tög í kjöl.

Dá næfur höði nostur köttiðun pán.

Perdóttu næfur nostur défit tög eð nær perdóðmur nöstir dæftrifur.

Ídúk nær né í tjattatjón, már lifir nær á möld.

Kvor tví ert rægnsu, potirsu eð glærsa hákur eð itinmett.

Padre nuestro versión moderna:

Patir nostir, tú tög er í kjal,

Settiþikist næminnsu tú.

Rægnsu tú vin.

Oltirsa tvo sjá þátt, kæsig í tjarr tög í kjöl.

Dátu næfur höði köttiðun pánsu nostur.

Perdóttu næfur défitsu nostur tög eð nær perdóðmur dæftrissir nöstir.

Ídýktu nær né í tjattatjón, már lifratu nær á möld.

Kvor tví ert rægnsu, potirsu eð glærsa hákur eð itinmett.

## Enlaces
- http://www.kunstsprachen.de/s17/ (en inglés)
- http://www.kunstsprachen.de/lex.cgi?domain=s17 Archivado el 3 de mayo de 2015 en Wayback Machine. (diccionario en inglés (traducción inglés-Þrjótrunn))
- http://www.kunstsprachen.de/lex.cgi?lang=de;domain=s17;dia=1 Archivado el 11 de noviembre de 2017 en Wayback Machine. (diccionario en alemán (traducción alemán-Þrjótrunn))

- Datos: Q4797671